# 車諾比基金
切爾諾貝爾基金（英語：Chernobyl Shelter Fund，CSF），設於1997年12月，旨在爲遮蔽執行計劃（Shelter Implementation Plan，SIP）籌集資金。該計劃由歐盟、美國與烏克蘭共同發起，主要目標是在發生核事故的烏克蘭切尔诺贝利核电站第4號機組外圍建造一個新的遮蔽結構體，把原來的遺址轉變成一個符合生態要求，安全穩定至少100年的石棺。原計劃預估花費7億6千8百萬美元。歐洲重建和發展銀行受託管理切爾諾貝爾基金。